# Saris (Palestyna)
Saris (arab. ساريس) – nieistniejąca już arabska wieś, która była położona w Dystrykcie Jerozolimy w Mandacie Palestyny. Wieś została wyludniona i zniszczona podczas wojny domowej w Mandacie Palestyny, po ataku żydowskiej organizacji paramilitarnej Hagana w dniu 16 kwietnia 1948.

## Położenie
Saris leżała wśród Wzgórz Judzkich, na zachód od miasta Jerozolima. Według danych z 1945 do wsi należały ziemie o powierzchni 10 699 ha. We wsi mieszkało wówczas 560 osób.
| własność gruntów | powierzchnia gruntów (hektary) |
| ---------------- | ------------------------------ |
| Arabowie         | 10 427                         |
| Żydzi            | 132                            |
| publiczne        | 140                            |
| Razem            | 10 699                         |

| Rodzaj użytkowanych gruntów | Arabowie (hektary) | Żydzi (hektary) |
| --------------------------- | ------------------ | --------------- |
| uprawy oliwek               | 415                | 0               |
| uprawy nawadniane           | 366                | 0               |
| uprawy zbóż                 | 3 707              | 123             |
| nieużytki                   | 6 484              | 9               |
| zabudowane                  | 10                 | 0               |

## Historia
Przebiegał tędy ważny szlak handlowy z Jerozolimy na równinę Szaron do portów na wybrzeżu Morza Śródziemnego. W 1596 w Saris mieszkało 292 osoby, które utrzymywały się z uprawy pszenicy, jęczmienia, oliwek i winorośli, oraz hodowli kóz i produkcji miodu.
W okresie panowania Brytyjczyków Saris była niewielką wsią położoną na wzgórzu porośniętym winnicami i gajami oliwkowymi. We wsi znajdowała się szkoła dla chłopców oraz jeden meczet.
Podczas wojny domowej w Mandacie Palestyny wieś była bazą arabskich sił Armii Świętej Wojny, które atakowały żydowskie konwoje do Jerozolimy. Gdy 9 kwietnia 1948 oddziały żydowskich organizacji paramilitarnych Irgun i Lechi dopuściły się masakry w Dajr Jasin, mieszkańcy wsi Saris uciekli, obawiając się powtórzenia pogromu w ich wiosce. W dniu 16 kwietnia opuszczoną wieś zaatakowały siły żydowskiej Brygady Harel (Hagana). Aby uniemożliwić wykorzystanie wioski do stworzenia ufortyfikowanej pozycji obronnej, Żydzi wysadzili wszystkie domy. Ocalał jedynie muzułmański cmentarz.

## Miejsce obecnie
Na gruntach należących do Saris powstał w 1948 moszaw Szoresz, a w 1950 sąsiedni moszaw Szo’ewa.
Palestyński historyk Walid Chalidi, tak opisał pozostałości wioski Saris: „Teren jest pokryty kamiennym gruzem, spomiędzy którego wystają żelazne pręty. Zachowało się wiele otwartych wejść do podziemi i kilka jaskiń. Wokół rosną liczne drzewa, w tym cyprysy, drzewa migdałowe i inne. Opuszczony gaj drzew migdałowych znajduje się po wschodniej stronie. W połowie stoku znajdują się pozostałości sztucznego basenu”.